# Utricularia multicaulis
Utricularia multicaulis — вид рослин із родини пухирникових (Lentibulariaceae).

## Біоморфологічна характеристика
Це однорічна наземна чи літофітна рослина. Ризоїди і столони капілярні, прості. Пастки на ризоїдах і столонах, на коротких ніжках, яйцюваті, ≈ 1 мм. Листки нечисленні, біля основи квітконіжки, на довгих ніжках, голі; пластинка зворотно-яйцювата, 2–8 × 1–1.5 мм, досить м’ясиста, основа послаблена, край цільний, верхівка закруглена. Суцвіття прямовисні, 1–5 см, 1–3-квіткові, голі. Нижня частки чашечки довгаста, значно менша за верхню частку, верхівка ціла, виїмчаста; верхня частка від круглої до широко поперечно-еліптичної, 1–1.5 мм, верхівка глибоко вирізана. Віночок білий або блідо-ліловий, з жовтою плямою біля основи нижньої губи, 2–5 мм. Коробочка від кулястої до косо-еліпсоїдної, 1.5–2 мм. Насіння яйцеподібне, 0.7–0.9 мм, дистальний кінець з пучком коротких волосків ≈ 1/2 довжини тіла насіння.

## Поширення
Цей вид росте на півдні й південному сході Азії (Тибет, Юньнань [Китай], Бутан, Сіккім [Індія], Північна М'янма, Непал).
Населяє вологі скелі, відкриті заболочені луки серед мохоподібних і видів Cyperaceae; на висотах від 2800 до 3900 метрів.